# أنطوان لويس
أنطوان لويس (بالفرنسية: Antoine Louis)‏ هو طبيب وكاتب وجراح فرنسي، ولد في 13 فبراير 1723 في متز في فرنسا، وتوفي في 20 مايو 1792 في باريس في فرنسا.